# Groot-Brakrivier
Groot-Brakrivier è una cittadina costiera sudafricana situata nella municipalità distrettuale di Eden nella provincia del Capo Occidentale.

## Geografia fisica
Il piccolo centro abitato sorge a circa 20 chilometri a nord-est della città di Mosselbaai.